# Bushman (cómic)
Raúl Bushman es un personaje ficticio que aparece en los cómics estadounidenses publicados por Marvel Comics. Se le representa como un enemigo de Marc Spector, cuya identidad secreta es Caballero Luna. También se le conoce indistintamente como Roald Bushman.

## Historial de publicaciones
La primera aparición de Bushman fue en Moon Knight #1 (noviembre de 1980), y fue creado por Doug Moench.
El personaje aparece posteriormente en Moon Knight #9-10 (julio–agosto de 1981), Marc Spector: Moon Knight #1-3 (junio–agosto de 1989), #11-16 (febrero–julio de 1990), #37 (abril de 1992), Moon Knight: Resurrection War #1 (enero de 1998), #3-4 (marzo–abril de 1998), Moon Knight vol. 3 #2-3 (julio–agosto de 2006), #6 (noviembre de 2006) y #10 (julio de 2007) y Vengeance of the Moon Knight #3-6 (noviembre de 2009-marzo de 2010).
Bushman regresa durante el relanzamiento corporativo de Marvel Legacy, que comienza con el número 188 de Moon Knight, escrito por Max Bemis, quien también sufre de trastornos de salud mental, y dibujado por Jacen Burrows.
Bushman recibió una entrada en el Official Handbook of the Marvel Universe Update '89 #1.

## Biografía ficticia
Bushman trabajó como mercenario en Sudán con Spector como su ex mano derecha. Bushman y sus hombres se encontraron con el Dr. Peter Alraune y su hija Marlene Alraune e intentaron matarlos a ambos para robar el oro egipcio que Alraune había descubierto. Cuando Spector, disgustado por el asesinato sin sentido de Bushman, intenta salvar a Alraune y su hija, Bushman mata a Peter Alraune y luego golpea a Spector hasta el borde de la muerte. Mientras yacía cerca de la muerte, Spector se encuentra con el espíritu de Khonshu y adopta la identidad de Caballero Luna. Con esta nueva apariencia, Spector derrota a Bushman. También rescata a los Alraunes y su oro egipcio descubierto. Finalmente, Caballero Luna se enfrenta a Bushman y le corta la cara antes de matarlo.

### Regreso
Bushman es resucitado sobrenaturalmente por el señor supremo criminal Capucha usando los poderes de Dormammu. El recluta al enemigo de Ghost Rider Espantapájaros, para irrumpir en Ravencroft. Ellos lo lobotomizan a los pacientes para crear un ejército. Caballero Luna puede detener al ejército y rastrear a Bushman. Khonshu exige que Caballero Luna sacrifique a Bushman por él, pero Caballero Luna se niega a matarlo nuevamente. Bushman es visto por última vez con una camisa de fuerza en un manicomio.
Raúl Bushman reaparece, aunque como un corpulento traficante de crack, y conoce al "Paciente 86", que se convirtió en un avatar de Ra llamado el Rey Sol. Ellos se les ocurre un complot para matar al Caballero Luna. Para llevar a cabo los planes para matar al Caballero Luna, Bushman y Rey Sol fueron a la casa de Marlene Alraune y descubrieron que ella y el aspecto de Caballero Luna de Jake Lockley tenían una hija juntos, para sorpresa de Marc Spector y Steven Grant. Él secuestra a Marlene y obliga a Caballero Luna a abordar un barco para un enfrentamiento en la isla con el Rey Sol. Durante el viaje en bote, a Raúl le cortan dos dedos y finalmente abandona a Rey Sol cuando es derrotado por Caballero Luna.

## Poderes y habilidades
Bushman no tiene poderes sobrehumanos, pero es un experto en la guerra de guerrillas y muy hábil en el uso de la mayoría de las armas de fuego convencionales. Tiene la máxima fuerza física humana y es muy atlético y ágil. A veces usa dientes de metal para que en el combate cuerpo a cuerpo pueda atraer a su enemigo cerca de él para destrozarlo con sus dientes.

## En otros medios
- Bushman aparece como un enemigo en el juego de pinball virtual Moon Knight para Pinball FX 2 lanzado por Zen Studios.[12]